# Karl Krause (Mediziner, 1868)

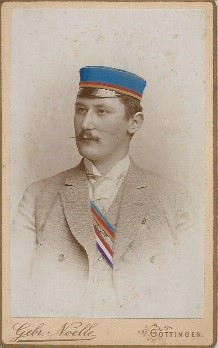
Carl Krause

Karl Krause (* 24. November 1868 in Kassel; † 28. November 1927 in Frankfurt am Main) war ein deutscher Nervenarzt und Sanitätsoffizier.

## Leben
Krauses Eltern waren Gottfried Krause und seine Frau Anna geb. Bromm. Victor Krause ist ein jüngerer Bruder.
Karl Krause besuchte von Herbst 1877 bis Ostern 1886 das Kasseler  Friedrichsgymnasium. Das letzte halbe Jahr verbrachte er auf dem Wilhelmsgymnasium Kassel. Nach dem Abitur studierte er bis Ostern 1887 ein Semester Vorklinik an der Albert-Ludwigs-Universität Freiburg. Für zwei Jahre ging er an die Philipps-Universität Marburg. Am 28. Februar 1888 wurde er mit Paul Duden im Corps Teutonia zu Marburg recipiert. Nach dem Physikum im Herbst 1888 wechselte er nach Straßburg, wo er als Einjährig-Freiwilliger im 4. Unter-Elsässischen Infanterie-Regiment Nr. 143 diente. Zugleich war er im Corps Palatia Straßburg aktiv (xxx,x). Von Ostern 1890 bis Ostern 1892 studierte er an der Georg-August-Universität Göttingen. Er bestand am 16. Juni 1893 die ärztliche Prüfung und wurde im selben Jahr zum Dr. med. promoviert. Von Oktober 1893 bis Ostern 1894 diente er wiederum als einjährig-freiwilliger Arzt beim 2. Kurhessischen Infanterie-Regiment Nr. 82 in Göttingen.
Für die Ausbildung in der Neurologie war er 1893–1897 an der Provinzial–Irrenanstalt in Göttingen. 1897–1900 war er Oberarzt an der Landesirrenanstalt Jena. Nach einer Übung beim 1. Kurhessischen Feldartillerie-Regiment Nr. 11 in Kassel im Juli 1895 zum Assistenzarzt d. R. und im Mai 1898 zum Oberarzt d. R. befördert, entschloss er sich 1900 zum aktiven Dienst im Sanitätskorps. Vom 18. August 1900 bis zum 3. Dezember 1901 beteiligte er sich im Ostasiatischen Expeditionskorps (wahrscheinlich in seinem Straßburger Regiment) an der Niederschlagung des Boxeraufstands. Nach Deutschland zurückgekehrt, wurde er 1902 zum Stabsarzt an der Kaiser-Wilhelms-Akademie befördert und bis 1904 an die Psychiatrische und Nervenklinik der Charité kommandiert. Er hielt als Privatdozent über mehrere Jahre Vorlesungen und wurde 1917 von der Friedrich-Wilhelms-Universität zu Berlin zum Professor ernannt.
Nach acht Jahren als Bataillonsarzt im Berliner Garde-Füsilier-Regiment wurde er am 12. Mai 1912 zum Oberstabsarzt befördert und als Regimentsarzt zum Kaiser Alexander Garde-Grenadier-Regiment Nr. 1 versetzt. Als fachärztlicher Berater war er an der psychiatrischen Versorgung der Preußischen Armee maßgeblich beteiligt. Im Ersten Weltkrieg war er Chefarzt in verschiedenen Feld- und Garnisonlazaretten. Als Divisionsarzt der 5. Ersatz-Division wurde er im letzten Kriegsjahr Etappenarzt der Heeresgruppe Yıldırım. 1918/19 war er mit der Wahrnehmung der Geschäfte des obersten Sanitätsoffiziers der Deutschen Militärmissionen im Osmanischen Reich. Von April bis September 1919 war er Leiter ihrer Demobilisierungsstelle.
Wieder in Deutschland, leitete er die Nervenambulanz am Reserve-Garnisonlazarett 1, dem nachmaligen Bundeswehrkrankenhaus Berlin. Am 24. Februar 1920 erhielt er seinen Abschied mit dem Charakter als Generaloberarzt. Er kehrte nach Kassel zurück und widmete sich dem Kriegsopferfürsorge. Er war gerichtlicher Sachverständiger und betrieb eine ausgedehnte Arztpraxis. Kassels Verein für Naturkunde wählte ihn zum Vorsitzenden.
Verheiratet war er seit dem 14. Dezember 1904 mit Margarete geb. Winsch aus Dresden. Der Ehe entstammen zwei Söhne. Er starb vier Tage nach seinem 59. Geburtstag und wurde auf dem Frankfurter Hauptfriedhof kremiert.